# بلد آخر (رواية نادين غورديمر)
رواية بلد آخر للكاتبة الجنوب أفريقية نادين غورديمر الحائزة على جائزة نوبل للآداب عام 1991 ، هي عمل أدبي نُشر عام 2001،ترجمها
للعربية الكاتب الفلسطيني سامر أبو هواش وصدرت عن مشروع "كلمة" للترجمة التابع لهيئة أبو ظبي للثقافة والتراث

## شخصيات الرواية
- جولي امرأة جنوب أفريقية بيضاء من خلفية بورجوازية. تعمل في مجال العلاقات العامة، وتعيش حياة مريحة نسبيًا. علاقتها بأبّدو تمثل تمردًا على بيئتها الاجتماعية، وسعيًا لاكتشاف ذاتها خارج حدود الامتيازات التي ورثتها. تتحول لاحقًا إلى شخصية متأملة، تبحث عن معنى أعمق للحياة في بيئة عربية صحراوية.
- أبّدو مهاجر عربي غير شرعي في جنوب أفريقيا. غامض، قليل الكلام، يحمل في داخله رغبة عميقة في الهجرة إلى "بلد آخر" بحثًا عن مستقبل أفضل. علاقته بجولي تمثل له فرصة للنجاة، لكنها أيضًا تضعه في مواجهة مع هويته الأصلية، خاصة بعد عودته إلى بلده.
- عائلة أبّدو تظهر في الجزء الثاني من الرواية، حين تسافر جولي معه إلى بلده. أفراد العائلة يمثلون التقاليد، والدين، والانتماء الجماعي، ويشكلون خلفية ثقافية غنية تتفاعل معها جولي بطرق غير متوقعة.
- أصدقاء جولي في جنوب أفريقيا يمثلون الطبقة الوسطى، والانفصال العاطفي عن قضايا الهجرة والهوية. وجودهم في الرواية يُبرز التناقض بين حياة جولي السابقة وحياتها الجديدة.

## اقتباسات من الرواية
"الحب لا يمنحك وطنًا، لكنه يمنحك سببًا للبقاء." تعكس هذه العبارة التوتر بين الرغبة في الانتماء والبحث عن معنى في العلاقات الإنسانية.
"حين لا يكون لك مكان، فإنك تبحث عن شخص." تلخص هذه الجملة شعور أبّدو كمهاجر غير شرعي، وكيف تتحول جولي إلى ملاذه الوحيد.
"الحدود ليست خطوطًا على الخريطة، بل جدران في القلب." تعبير رمزي عن الحواجز الثقافية والدينية التي تواجه الشخصيات.

"في الصحراء، لا شيء يختبئ. كل شيء مكشوف، حتى النفس." تصف تجربة جولي في بلد أبّدو، حيث تواجه ذاتها بعيدًا عن ضجيج المدينة.

## أسلوب الرواية
تتميّز رواية بلد آخر لنادين غورديمر بأسلوب سردي تأملي يجمع بين البساطة والعمق، حيث تعتمد الكاتبة على لغة دقيقة ومكثفة لتفكيك العلاقات الإنسانية ضمن سياقات اجتماعية وسياسية معقدة. يتسم السرد بالهدوء والانسيابية، مع تركيز على الحوار الداخلي والانفعالات النفسية للشخصيات، مما يمنح القارئ فرصة للتفاعل مع الأسئلة الوجودية التي تطرحها الرواية حول الهوية والانتماء والحب. كما توظف غورديمر تقنيات التناوب بين المشاهد الحضرية والصحراوية لتجسيد التحولات الداخلية للشخصيات، وتستخدم الوصف المكثف للبيئة كمرآة تعكس الصراعات الثقافية والدينية التي تواجهها البطلة. ويُعد هذا الأسلوب امتدادًا لنهج غورديمر في معالجة القضايا الأخلاقية والاجتماعية التي طبعت أعمالها السابقة، خاصة في ظل إرث الفصل العنصري في جنوب أفريقيا.

## العنصرية في الرواية
تناولت نادين غورديمر في روايتها بلد آخر موضوع العنصرية من منظور اجتماعي ونفسي، مركزةً على التحولات التي شهدها المجتمع الجنوب أفريقي بعد انهيار نظام الفصل العنصري. تسلط الرواية الضوء على العلاقة بين جولي، وهي امرأة بيضاء من الطبقة الثرية، وأبّدو، مهاجر غير شرعي من أصل عربي، لتُظهر التوترات الناتجة عن التفاوت العرقي والطبقي، فضلاً عن الأحكام المسبقة التي يواجهها الغرباء. من خلال هذه العلاقة، تستكشف غورديمر كيف تستمر العنصرية بأشكال غير مباشرة، تتخلل البُنى الاجتماعية والثقافية، وتعيد إنتاج التمييز في سياقات جديدة، مما يبرز صعوبة التخلص من إرث الماضي حتى في ظل التقدم القانوني والسياسي.